# Grecale (F 571)
La fregata Grecale è un'unità missilistica della Marina Militare appartenente alla Classe Maestrale. Questa è stata l'unica unità della classe a non essere costruita a Riva Trigoso.

## Attività

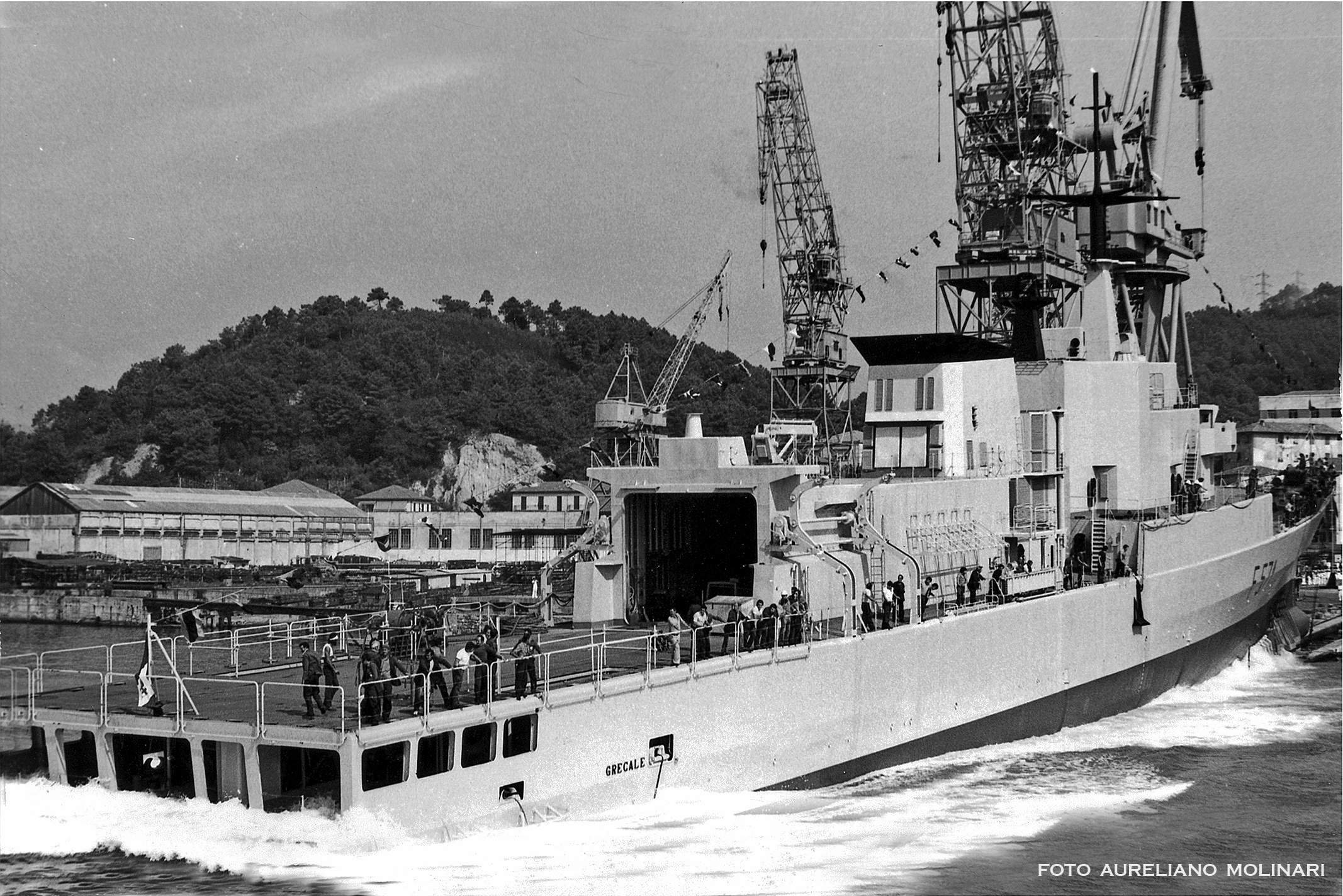
Il varo

La nave, costruita presso il cantiere navale del Muggiano, dove è stata varata il 12 settembre 1981, entrando in servizio nella Marina Militare il 5 febbraio 1983.
Dal 15 settembre al 7 dicembre 1987 ha preso parte all'Operazione Golfo 1, missione internazionale svolta dalla Marina Militare Italiana tra la fine del 1987 e la fine del 1988 insieme ad altre Marine occidentali a protezione del traffico marittimo mercantile.
Da gennaio ad aprile del 1993 l'unità ha partecipato alla missione di pace in Somalia (operazione Restore Hope) incrociando in particolare nelle acque antistanti Mogadiscio e compiendo diverse crociere lungo la costa somala per distribuire viveri alla popolazione e compiere attività di peacekeeping; durante la missione sono state svolte soste logistiche nei porti di Mombasa (Kenya) e Jedda (Arabia Saudita).
Nel corso delle guerre jugoslave a metà degli anni novanta ha preso parte in Adriatico all'operazione Sharp Guard, una missione congiunta che ha visto il coinvolgimento in Adriatico della NATO e dell'Unione europea occidentale per assicurare l'applicazione delle sanzioni economiche e l'embargo delle armi decise dalle numerose risoluzioni del Consiglio di sicurezza  delle Nazioni Unite nei confronti della Jugoslavia nella zona del canale d'Otranto e nelle acque territoriali di Albania e Montenegro oltre che il controllo dello spazio aereo della stessa zona, missione che si è svolta in conformità alle risoluzioni 713, 757, 787, 820, [30] e 943 del Consiglio di sicurezza delle Nazioni Unite.
In questi ultimi anni la nave ha partecipato come altre unità della classe all'operazione Enduring Freedom ed Active Endeavour. Nel corso del 2007, dopo avere operato nel mese di maggio nelle acque dell'Egeo nell'ambito dell'operazione Active Endeavour, dai primi di giugno, insieme alla fregata turca Gokceada, è stata inviata in Mar Nero per partecipare ad alcune esercitazioni con la marina rumena e la marina bulgara, finalizzata a consolidare il livello addestrativo degli equipaggi coinvolti e a verificare i progressi compiuti dalle due Marine del Mar Nero nell'operare secondo gli standard della NATO. Tra le navi che hanno partecipato alle esercitazioni di giugno 2007 nel Mar Nero ci sono le fregate romene ex-britanniche Type 22.
Nel dicembre 2011 la nave ha raggiunto le acque dell'Oceano Indiano, dove nell'ambito dello SNMG2 NATO ha preso parte all'operazione Ocean Shield nella lotta contro la pirateria rilevando in tale compito nave Doria che aveva operato in quelle acque per circa sei mesi nel ruolo di nave comando dello SNMG1 e facendo ritorno in Italia nell'aprile 2012. I due gruppi navali si alternano ogni sei mesi al comando dell'operazione antipirateria.

## Storia
Inizialmente il nome Grecale era stato dato ad un rimorchiatore che aveva fatto parte della flotta mercantile norvegese con il nome Ellida. Consegnato alla Regia Marina il 10 maggio 1916 e ribattezzato Grecale venne radiato il 7 maggio 1920.
Successivamente il nome Grecale venne dato ad un cacciatorpediniere del 1934 appartenente alla Classe Venti che, varato dai Cantieri Navali Riuniti di Ancona il 17 giugno 1934, venne consegnato alla Regia Marina il 15 novembre dello stesso anno. Questa nave ebbe una vita operativa molto intensa sia prima che durante la seconda guerra mondiale. Entrato a far parte della marina italiana venne rimodernato tra il 1947 e il 1949 e fu nel dopoguerra la prima unità ad essere ammodernata presso l'Arsenale della Spezia. Nel corso dei lavori vennero imbarcati impianti da 120/50 mm di nuovo tipo, sei cannoni antiaerei singoli da 37/54 mm e un radar installato su un albero a traliccio di nuova realizzazione. Dopo avere avuto successivi ammodernamenti nel 1953 ed essere stata classificata fregata antisommergibile nel 1958, dal 1959 al 1960 la nave venne sottoposta ad ulteriori lavori di trasformazione per potere essere idonea ad imbarcare il Comando della Squadra navale in quanto in quel periodo, con l'incrociatore Duca degli Abruzzi andato in disarmo e il Garibaldi sottoposto a lavori di trasformazione, venne destinata al ruolo di ammiraglia.
Nel corso di questi lavori l'armamento, ad eccezione di un impianto binato da 40 mm, venne completamente sbarcato, vennero eliminate tutte le sovrastrutture a poppavia del fumaiolo, allungato il castello di prora fino quasi all'estremità della poppa e a proravia della plancia venne realizzata una capiente tuga. L'unità, andata in disarmo nel 1964, venne radiata nel 1965 e dopo essere rimasta abbandonata alcuni anni all'arsenale di Taranto venne poi messa in vendita per la demolizione.

## Galleria d'immagini

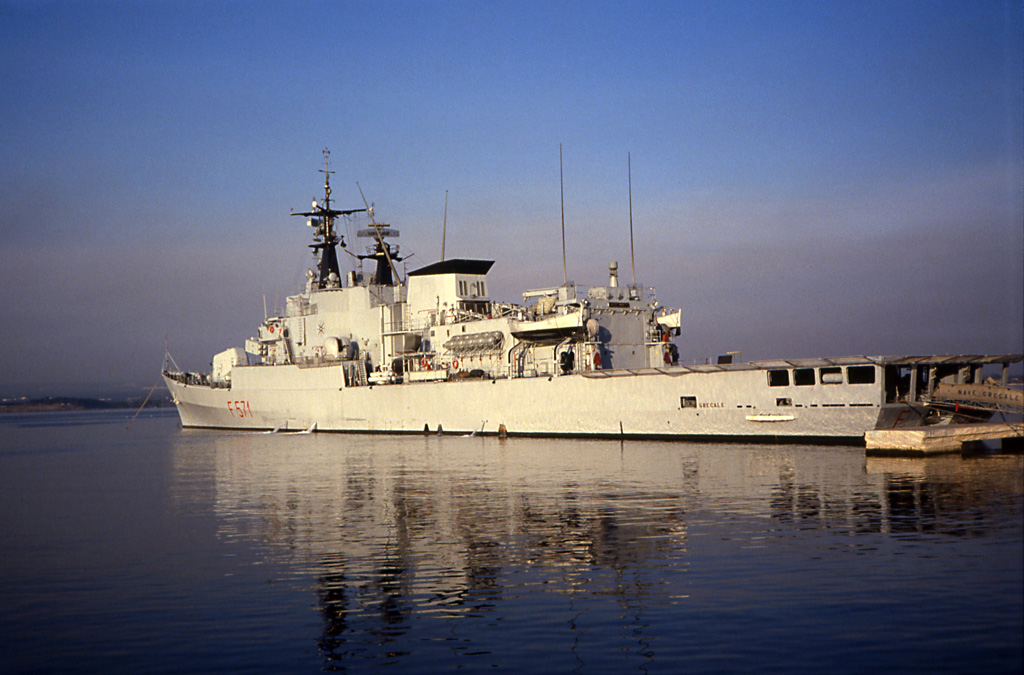
Il Grecale a Taranto all'inizio del 1985
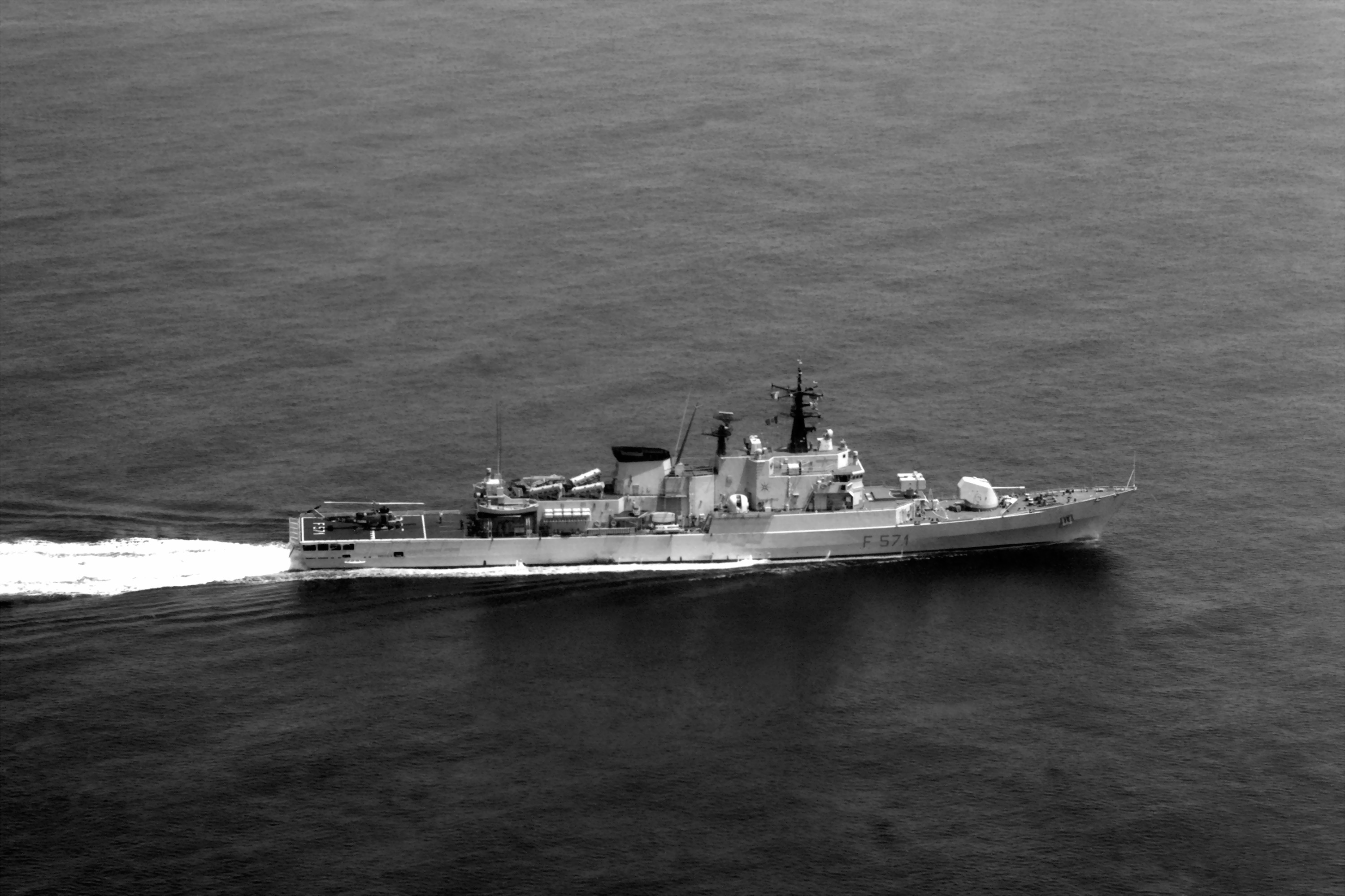
Il Grecale nel novembre 1988